# Болоньский заповедник
Природный заповедник «Бо́лоньский» был создан 18 ноября 1997 года в Хабаровском крае. Территория заповедника расположена на Средне-Амурской низменности, примыкает с юго-запада к озеру Болонь, занимает междуречье рек Симми и Харпи и частично покрывает водно-болотные угодья международного значения. Площадь территории заповедника 103.6 тыс. га.
Район расположения заповедника является местом гнездования и массового сосредоточения при пролетах водоплавающих и редких птиц.
Основная задача заповедника — осуществление охраны природных территорий в целях сохранения биологического разнообразия и поддержания в естественном состоянии охраняемых природных комплексов и объектов.

## Флора и фауна
Преобладающий тип растительного покрова заповедника — болота, занимающие 87 % территории. Можно наблюдать приблизительно 250 видов птиц, около 160 видов из которых гнездятся, общее число редких видов — более 35. Совместные исследования и изучение со специалистами из института биомедицины хищных птиц Японии. Место гнездования и остановки во время пролёта крупных скоплений птиц. В период весеннего и осеннего перелетов здесь останавливается на отдых и кормёжку от 0,8 до 1,2 миллиона особей птиц различных видов. Начато изучение насекомых; пока с территории заповедника известно более 600 видов чешуекрылых; другие насекомые изучены хуже. На территории произрастают редкие виды водных растений, занесенные в Красную книгу РФ — бразения Шребера, ирис мечевидный, водяной орех, а также регионально редкие виды растений.